# Шубин, Феликс Николаевич
Фе́ликс Никола́евич Шу́бин (род. 1939) — советский и российский эпидемиолог и микробиолог, лауреат Государственной премии СССР 1989 года, доктор медицинских наук, профессор. Внес большой вклад в изучение лихорадки цуцугамуши. Один из основателей отечественной молекулярной эпидемиологии, автор многочисленных научных публикаций. В 1986 году основал лабораторию молекулярной эпидемиологии при НИИЭМ СО РАМН. Основные направления работы лаборатории — вопросы изучения молекулярной эпидемиологии псевдотуберкулеза и сальмонеллеза в Российской Федерации. Впервые ввел понятие о предэпидемической диагностике в 2001 году.

## Избранная библиография
- Smirnov GB, Shubin FN, Ginzburg AL, Shovadaeva G, Shaginyan IA, Ilyna TS, Markov AP, Pokrovskaya MS, Sever IS, Barteneva NS, et al. Molecular biology of Yersinia pseudotuberculosis large plasmid pVM82. Contrib Microbiol Immunol. 1991;12:210-2.
- Fukushima H, Gomyoda M, Kaneko S, Tsubokura M, Takeda N, Hongo T, Shubin FN. Restriction endonuclease analysis of virulence plasmids for molecular epidemiology of Yersinia pseudotuberculosis infections. J Clin Microbiol. 1994 May;32(5):1410-3.
- Шубин Ф.Н. Эпидемиологические аспекты псевдотуберкулезной поликлональной инфекции. Журн. микробиол. – 1997. - № 5. – С. 22-25.
- Ковальчук Н.И., Шубин Ф.Н., Хорошко В.А. и др. Сравнительная характеристика серотипов сальмонелл, редко выявляемых в Приморском крае. Журн. микробиол. – 1997. - № 5. – С. 88-91.
- Fukushima H, Gomyoda M, Hashimoto N, Takashima I, Shubin FN, Isachikova LM, Paik IK, Zheng XB. Putative origin of Yersinia pseudotuberculosis in western and eastern countries. A comparison of restriction endonuclease analysis of virulence plasmids. Zentralbl Bakteriol. 1998 Jul;288(1):93-102.
- Kariwa H, Yoshimatsu K, Sawabe J, Yokota E, Arikawa J, Takashima I, Fukushima H, Lundkvist A, Shubin FN, Isachkova LM, Slonova RA, Leonova GN, Hashimoto N. Genetic diversities of hantaviruses among rodents in Hokkaido, Japan and Far East Russia. Virus Res. 1999 Feb;59(2):219-28.
- Urakami H, Tamura A, Tarasevich IV, Kadosaka T, Shubin FN. Decreased prevalence of Orientia tsutsugamushi in trombiculid mites and wild rodents in the Primorye region, Far East Russia. Microbiol Immunol. 1999;43(10):975-8.
- Bakholdina SI, Krasikova IN, Buzoleva LS, Shubin FN, Solov'eva TF. Effects of culture method and growth phase on free lipid composition of Yersinia pseudotuberculosis. Biochemistry (Mosc). 2001 Apr;66(4):415-21.
- Раков А.В., Шубин Ф.Н., Иванис В.А., Кузнецова Н.А., Ковальчук Н.И., Ревина Г.В., Кошелева Н.Г., Гребенькова Л.К. Сравнительная характеристика сальмонеллеза, вызванного различными плазмидоварами Salmonella enteritidis. Эпидемиология и инфекционные болезни 2001, №5, С. 50-54.
- Fukushima H, Matsuda Y, Seki R, Tsubokura M, Takeda N, Shubin FN, Paik IK, Zheng XB. Geographical heterogeneity between Far Eastern and Western countries in prevalence of the virulence plasmid, the superantigen Yersinia pseudotuberculosis-derived mitogen, and the high-pathogenicity island among Yersinia pseudotuberculosis strains. J Clin Microbiol. 2001 Oct;39(10):3541-7.
- Шубин Ф.Н., Ковальчук Н.И., Кузнецова Н.А., Ревина Г.В., Раков А.В., Белоголовкина Н.А., Нечухаева Е.М. Микробиологический мониторинг за Salmonella enteritidis в Приморском крае. Фенотипическая и плазмидная характеристика возбудителя. Эпидемиология и инфекционные болезни, 2002, №1, С. 36-40.
- Ivanova EP, Kurilenko VV, Kurilenko AV, Gorshkova NM, Shubin FN, Nicolau DV, Chelomin VP. Tolerance to cadmium of free-living and associated with marine animals and eelgrass marine gamma-proteobacteria. Curr Microbiol. 2002 May;44(5):357-62.
- Plekhova NG, Somova-Isachkova LM, Shubin FN. Defensive function of phagocytes in pseudotuberculosis. Adv Exp Med Biol. 2003;529:161-4.
- Бахолдина С.И., Шубин Ф.Н., Соловьева Т.Ф. Дефицит кислорода увеличивает инвазивную активность и устойчивость к тепловому стрессу Yersinia pesudotuberculosis. Журн. микробиол. – 2009. - № 3. – С. 18-23.
- Шубин Ф.Н., Раков А.В., Кузнецова Н.А. Микробиологический молекулярно-генетический мониторинг за возбудителями кишечных инфекций как составная часть эпидемиологического надзора // Бюллетень Сибирского Отделения Российской Академии Медицинских Наук. – 2011. – № 4. – С. 100-106.
- Stenkova AM, Isaeva MP, Shubin FN, Rasskazov VA, Rakin AV. Trends of the Major Porin Gene (ompF) Evolution: Insight from the Genus Yersinia // PLoS ONE. – 2011. – 6(5): e20546.